# جوزيف هاميرل
جوزيف "بيبي" هاميرل (22 يناير 1931 - 15 يوليو 2017) كان لاعب كرة قدم نمساوي سابق.

## مسيرته الكروية
لعب هاميرل لعدة أندية، بما في ذلك إف سي فيينا (1952-1955، 1955-1956)، أوستريا فيينا (1955)، وينر سبورتكلوب (1956-1961، 1963-1965) وإس كيه أدميرا فيينا (1961-1963). سجل 158 هدفًا إجماليًا في الدوري النمساوي لكرة القدم .

## مسيرته الدولية
شارك لأول مرة مع منتخب النمسا في مارس 1958 ضد إيطاليا وكان مشاركًا في كأس العالم لكرة القدم 1958 وكأس الأمم الأوروبية 1960. شارك في 9 مباريات دولية وسجل هدفين. كانت آخر مباراة دولية له في يناير 1962 ضد مصر.

## الأوسمة
- الدوري النمساوي لكرة القدم (2):

- 1958، 1959

## روابط خارجية
- باللغة الألمانية Player profile – Austria Wien archive